# Monasterio de Korsun
El monasterio de Korsun (en ucraniano: Корсунський монастир) es un edificio religioso de la iglesia ortodoxa ucraniana situada en el pueblo de Korunka, cerca de la ciudad de Nueva Kajovka en el óblast de Jersón. 

## Geografía
El monasterio se sitúa en el margen izquierda del río Dniéper ubicado en Korsunka, a 15 km de la ciudad de Nueva Kajovka. 

## Historia
En 1784, después de la incorporación por la fuerza de Crimea al Imperio ruso, en lugar del kanato de Crimea, se fundó la gobernación de Táurida. A raíz de estos hechos, un gran número de residentes de estados vecinos comenzaron a trasladarse a este territorio. Al mismo tiempo, un grupo de viejos creyentes vino aquí, se asignaron tierras y en 1784 a petición de Gregorio Potemkin, con autorización de la zarina Catalina II se autoriza el monasterio. Se construyó una primera iglesia de madera y luego una de piedra en 1795, cuando la anterior se incendió en 1782. El monasterio se construyó en el sitio actual de 1796 a 1803. 
En 1845, se construyeron tres iglesias alrededor del territorio del monasterio, que llevan el nombre de San Nicolás, San Miguel y San Demetrio de Tesalónica, así como la casa del obispo, una pequeña academia espiritual, un refectorio y varias celdas. En el mismo año, el monasterio comenzó a recibir monjes ortodoxos y después de la década de 1850 se convirtió en un monasterio exclusivamente ortodoxo.
Antes de la revolución rusa y la llegada al poder de los bolcheviques, el monasterio de Korsun era uno de los tres monasterios más venerados de la diócesis de Jersón. El monasterio cerró en 1930 para ser utilizado como orfanato. Los edificios actuales son los únicos supervivientes de la destrucción de la Segunda Guerra Mundial.
En la década de 1950, los monasterios e iglesias de las regiones fueron desmantelados, solo se conservaron los restos de la Iglesia de San Dimitri y San Miguel, así como el refectorio y parte del recinto de la iglesia. Y desde 1969, en el sitio del monasterio se ubicó un campo correccional para menores.
El monasterio fue restaurado de 1999 a 2009 y desde entonces sirve como lugar de culto.

## Arquitectura
El monasterio está rodeado por muros de piedra, y en sus esquinas se construyeron 4 torres de piedra, que estaban decoradas con cruces octogonales. Y otra torre estaba ubicada sobre la puerta. Hacia 1857, se construyó un cementerio cerca de la iglesia, hasta el cual se pavimentó un camino episcopal bordeado de árboles frutales desde la puerta este.

## Galería

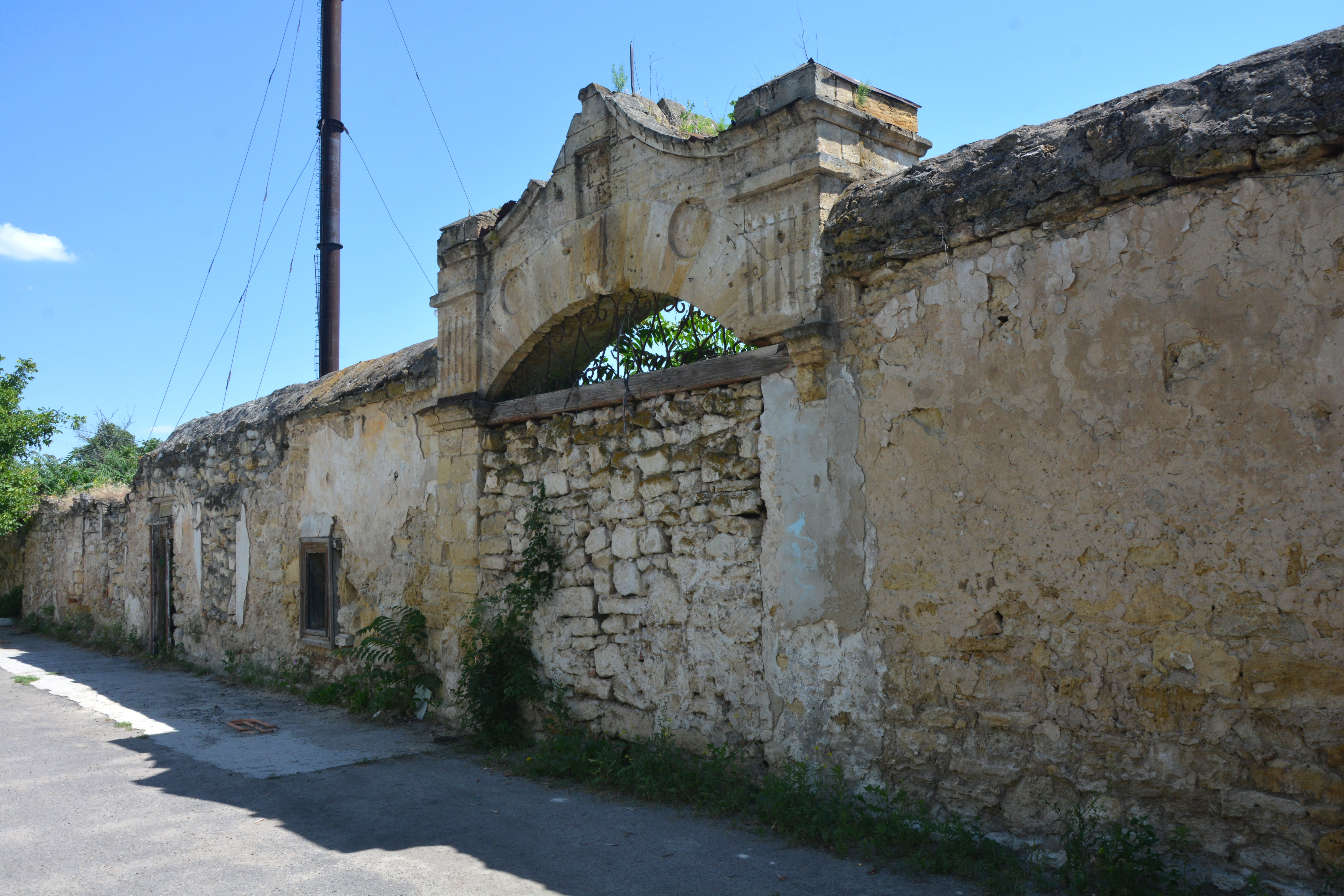
Entrada al monasterio
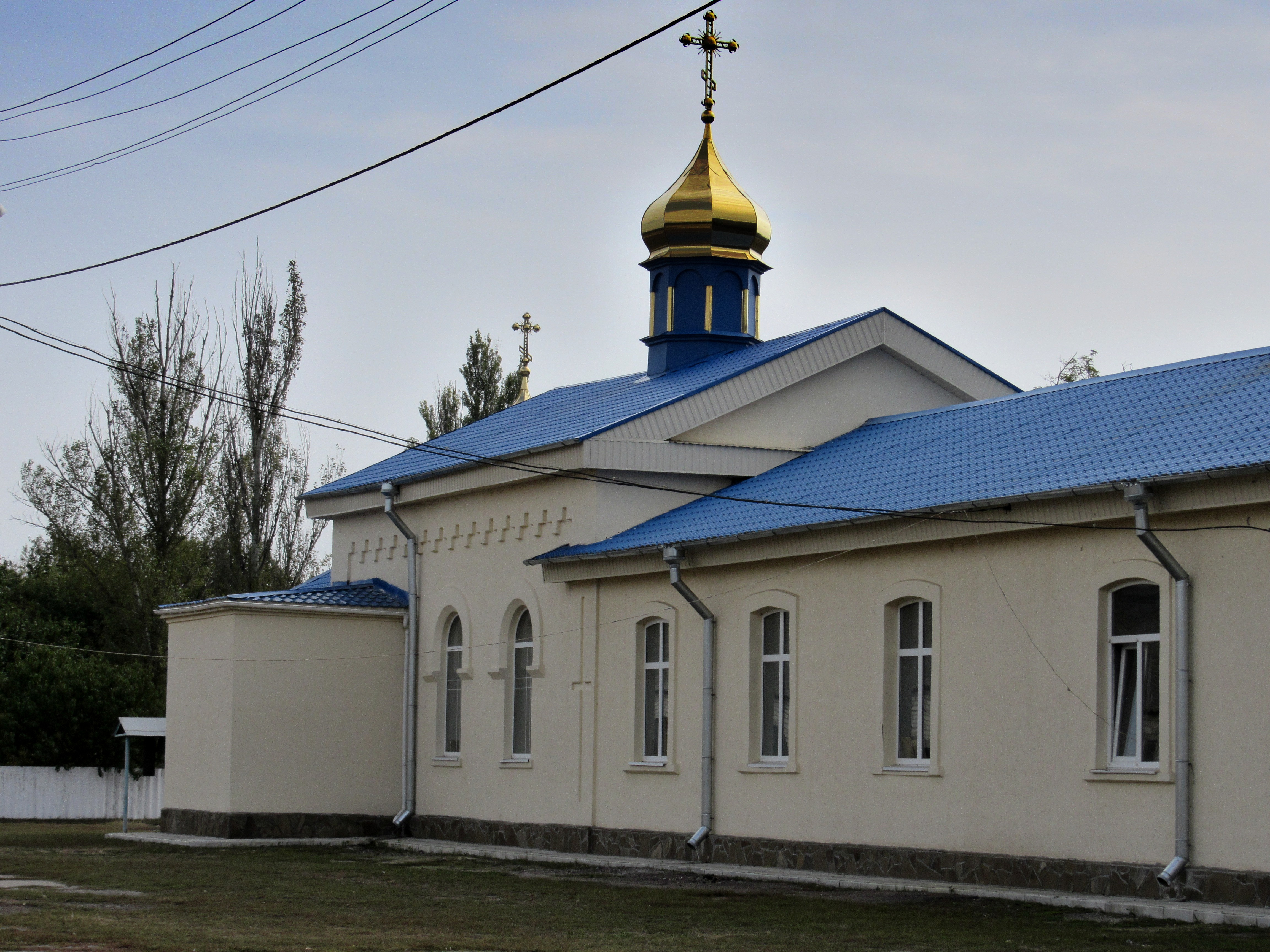
Iglesia
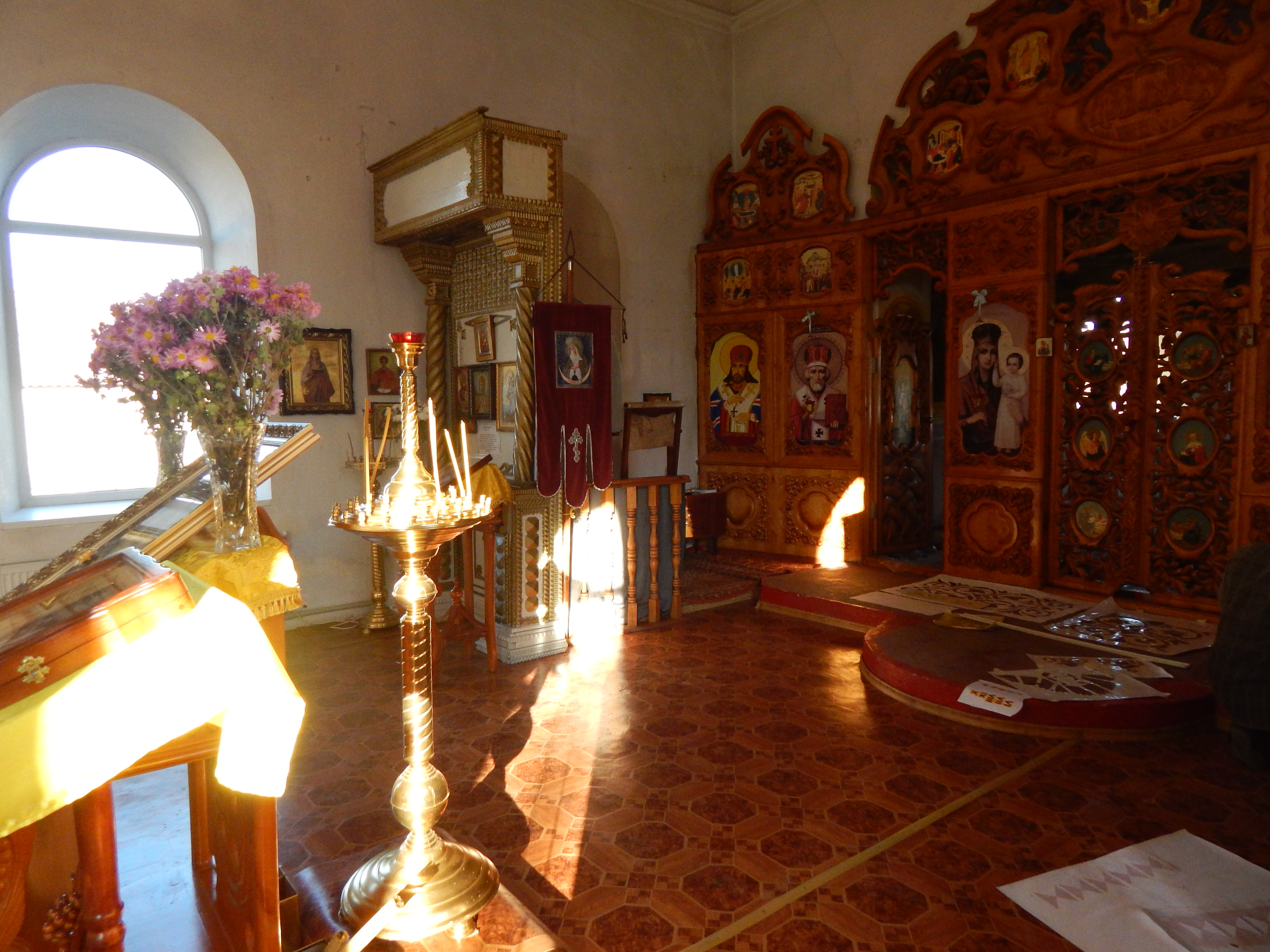
Interior de la iglesia del monasterio
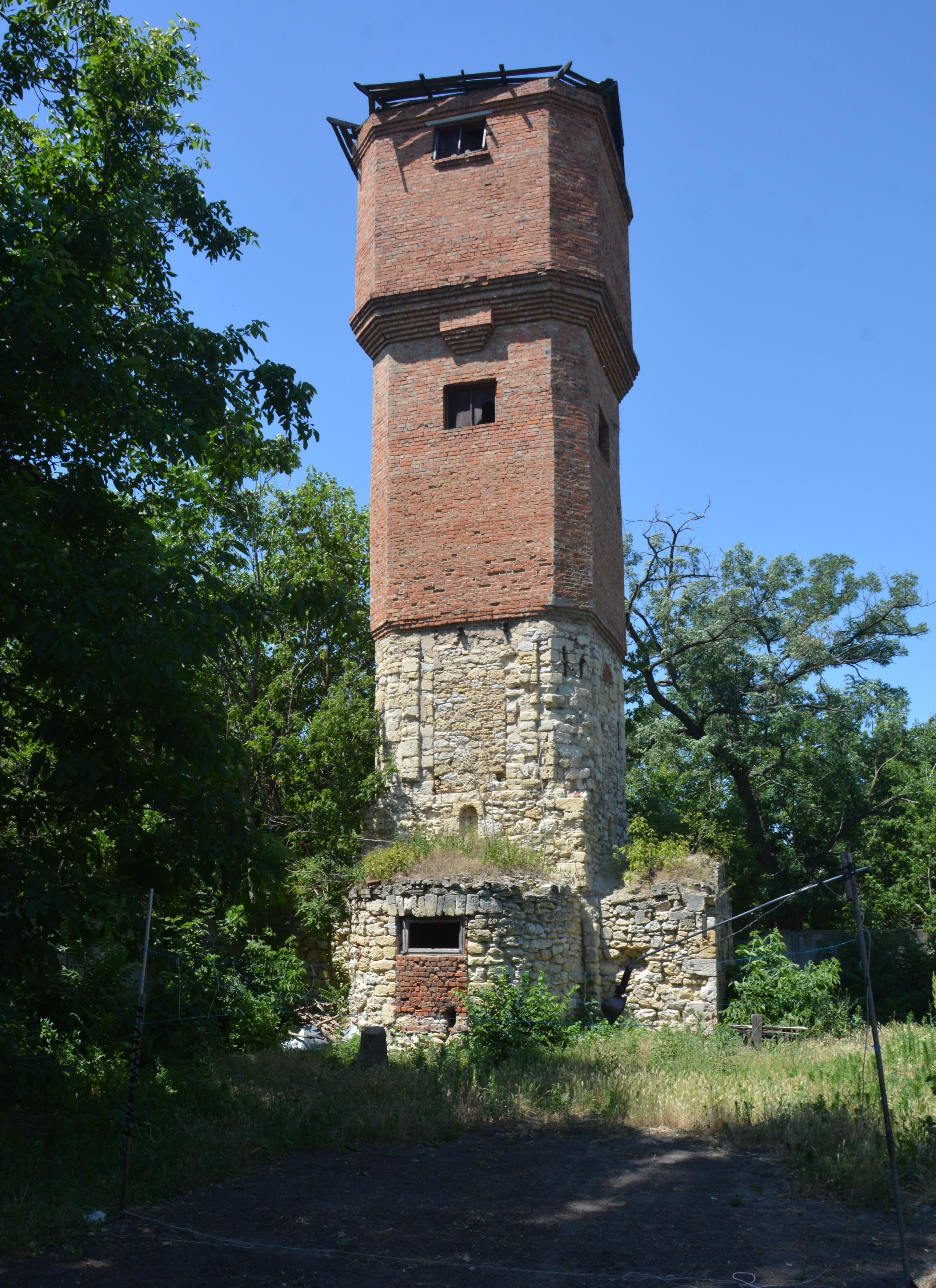
Torre de San Dimitri